# 아도니스 증후군
아도니스 증후군(Adonis Syndrome, Adonis Complex)은 남성들의 외모집착증을 가리키는 말이다.
아도니스(Adonis)는 그리스 신화의 인물로 미(美)의 여신 아프로디테의 사랑을 한 몸에 받고, 죽어서는 아네모네가 되었다는 미청년으로 미남의 상징이다.
외모를 중시하는 사회풍조에 따라 타인에게 인정받고 매력있는 사람이 되기 위해 남성들도 외모에 관심을 갖게 되면서 나타난 새로운 현상이다. 외모에 집착한 나머지 자신보다 잘생긴 사람을 보면 질투와 부러움에 심한 두통을 겪기까지 한다.